# Szandzsúszangen-dó
A Szandzsúszangen-dó (三十三間堂, hepburn átírással Sanjūsangen-dō, szó szerint "Harminchárom ken (hosszúságú) csarnok"), egy otera (buddhista templom) Kiotó Higasijama kerületében (Kanszai régió, Japán). 125 méteres hosszúságával Japán leghosszabb faépülete.
Hivatalos neve Renge-ó-in hondó (蓮華王院本堂, hepburn átírással Renge-ō-in hondō) ("Lótusz király csarnoka").
A Mjoho-in templom altemploma, amit annak apátjai és szerzetesei működtetnek. A buddhizmus Tendai nevű ágához tartozik.
Az Edo-kortól, tósija (通し矢, hepburn átírással tōshiya) nevű kjúdó versenyeket rendeznek a templom nyugati verandáján.

## Elnevezése
33 ken (1 ken körülbelül 1,818 m) a távolság a pillérek között. Azért 33, mert – többek között – a Lótusz szútrában írják, hogy Kannon-boszacu 33-féle alakot tud ölteni, hogy megmentse az élőlényeket.

## Fontos jellemzők
Va-jó (和様, hepburn átírással Wa-yō, szó szerint "japán stílus") japán buddhista templom-építészeti stílusban épült. A Va-jó egyike a Kamakura-kor építészeti stílusainak, és különösen a Kansai régióbeli, és Nara városbeli templomokra jellemző. Stílusjegyeinek többségét a Szandzsúszangen-dó magán hordozza; egyszerűség, nagyon szerény díszítés, természetes fa és más egyszerű építőanyagok, de a stílusra jellemző zsindely vagy háncs tető helyett az épületnek ívelt cserépteteje van.

### A templom szobrai

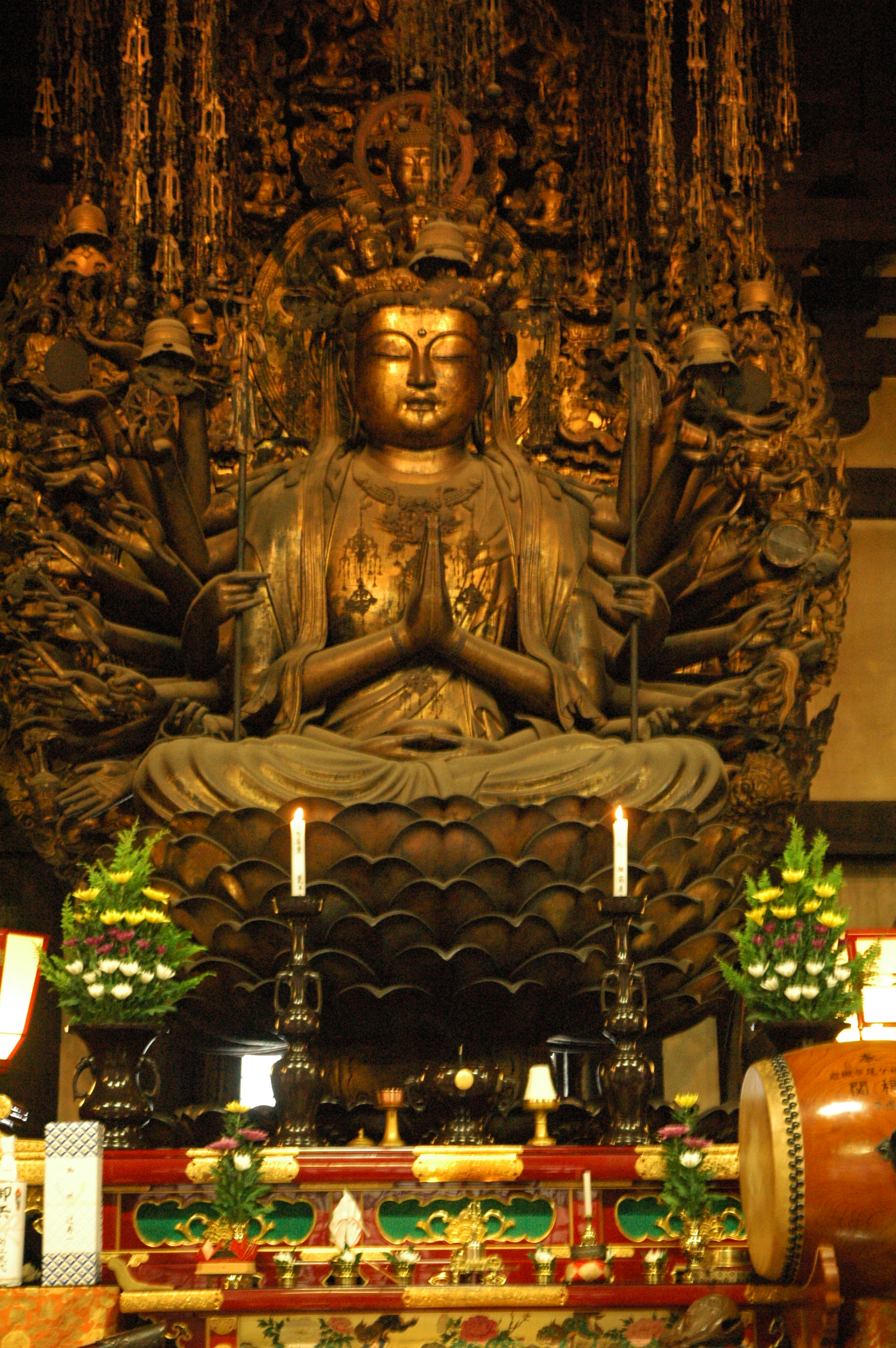
A templom fő szobra

A templom fő istensége (bódhiszattvája) Szendzsu Kannon (千手観音, Hepburn átírással Senju Kannon) (szanszkrittül Sahasrabhuja-arya-avalokiteśvara) magyarul "Ezer karú Kannon".
A templom fő szobrát a Kamakura-kori szobrász, Tankei (1173-1256) készítette 1254-ben. A megközelítőleg 1,8 méter magas ülő Szendzsu Kannon szobor hinoki fenyőből készült és aranyfüsttel van borítva. A szobornak 11 arca (az arcán kívüli 10 másik arc a koronájában található) és „1000 karja van”. Valójában csak 42 karja van, de mindegyikkel 25 világot ment meg, ezért 1000-nek számít. A szobor a Japán nemzeti kincs része.

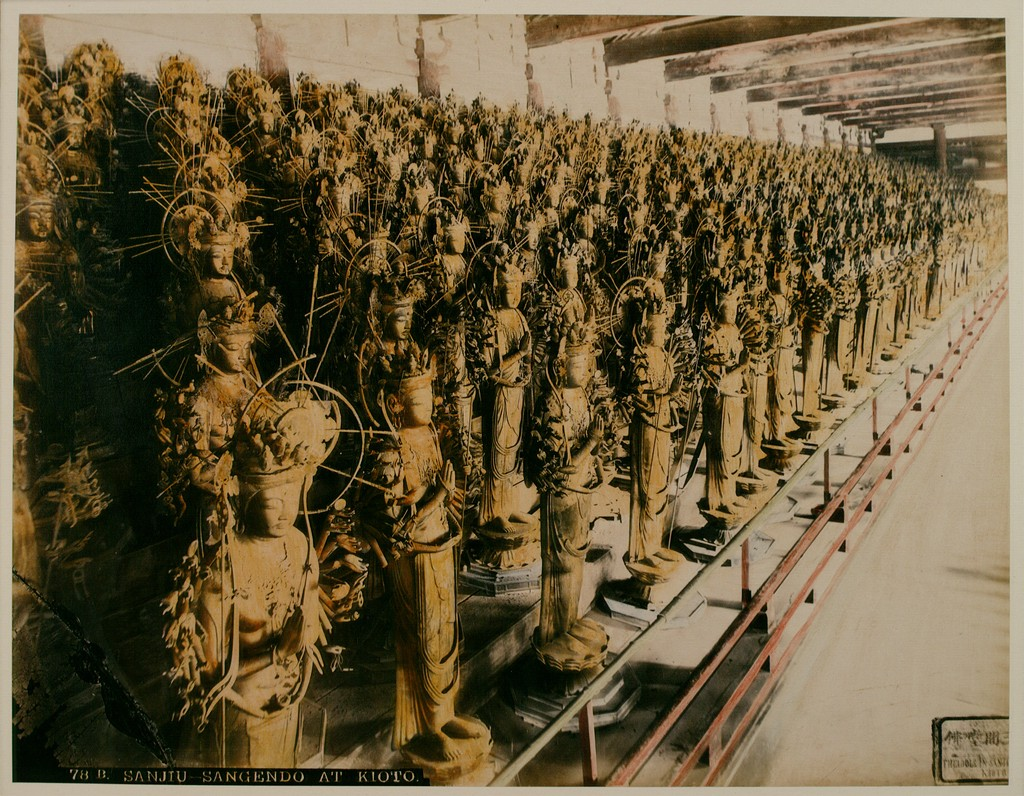
Szendzsu Kannon szobrok

A fő szobron kívül van még a templomban 1000 életnagyságú Szendzsu Kannon szobor, amelyek a fő szobor bal és jobb oldalán állnak – 500 az egyik és 500 a másik oldalon, 10 sorban, és 50 oszlopban. Ebből 124 szobor az eredeti templomból való, amiket a templom 1249-es leégésekor sikerült kimenteni. A többi 876 szobor a 13. században készült. A szobrok mind hinoki fenyőből készültek, és aranyfüsttel vannak borítva. Méretükben és megjelenésükben azonosak, de az arcvonásaik, az ékszereik, és a ruházatuk különböző – sok látogató kíváncsian szemléli, hogy van-e köztük a rokonaikhoz, ismerőseikhez hasonló.
Az 1000 Kannon szobrot kiegészíti még 28 őristenség életnagyságú szobra, illetve két sintó isten, akik a buddhizmushoz is kapcsolódnak, tradicionálisan, gyakran látnak el buddhista templomőrző szerepet; Fúdzsin (a szél istene) és Raidzsin (a villámlás istene) szobra is. (egy legenda szerint a nyolc villámlás istenséget bízta meg a történelmi Buddha a Dharma (Tan) védelmével).
A 28 őristen védelmezi a főszobrot, őrzi a buddhista univerzumot, reprezentálja Kannon tanítványait, és megtestesít különböző erényeket.
Az őristenségek szobrai a templomban a következők:
- Naraenkengo-ó
- Missaku-kongórikisi (Agjó)
- Tóhó-ten
- Birurokusa-tennó
- Birubakusa-tennó
- Bisamonten
- Daibon-tennó
- Taisaku-ten
- Daibenkudoku-ten
- Mavara-ó
- Dzsinmo-ten
- Konpira-ó
- Manzensa-ó
- Hippakara-ó
- Gobudzsjogo-ten
- Kondzsikikudzsjaku-ó
- Szansitai-so
- Nandarju-ó
- Szakararju-ó
- Karura-ó
- Kondai-ó
- Manszen-ó
- Magoraka-ó
- Makeisura-ó
- Kendabba-ó
- Asura-ó
- Kinnara-ó
- Baszuszennin

Ezen istenségek eredete a hindu mitológiában gyökerezik, és az alakok megfeleltethetők hindu istenségeknek.

## Története

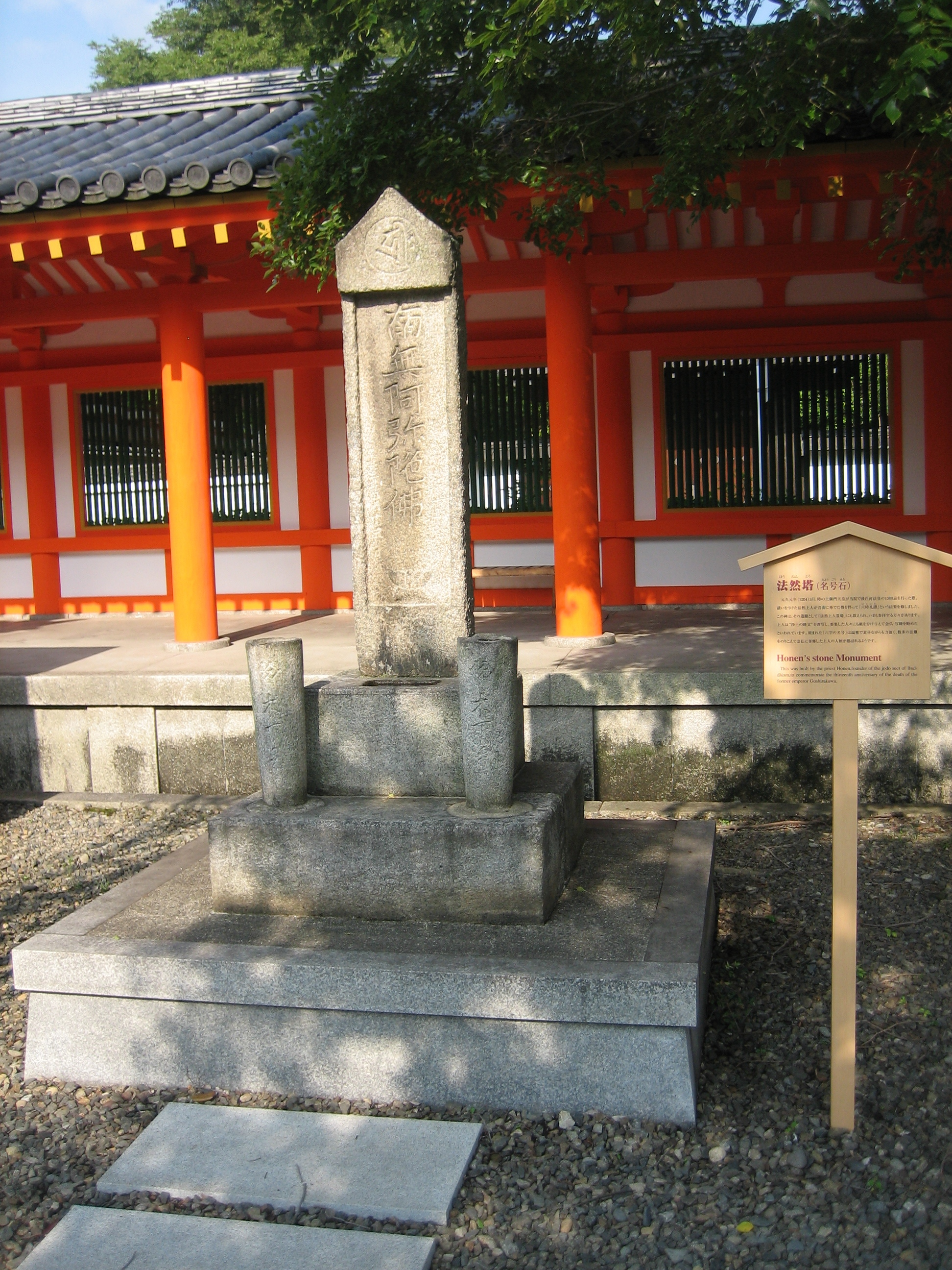
A Go-Sirakava császár emlékére állított kő emlékmű

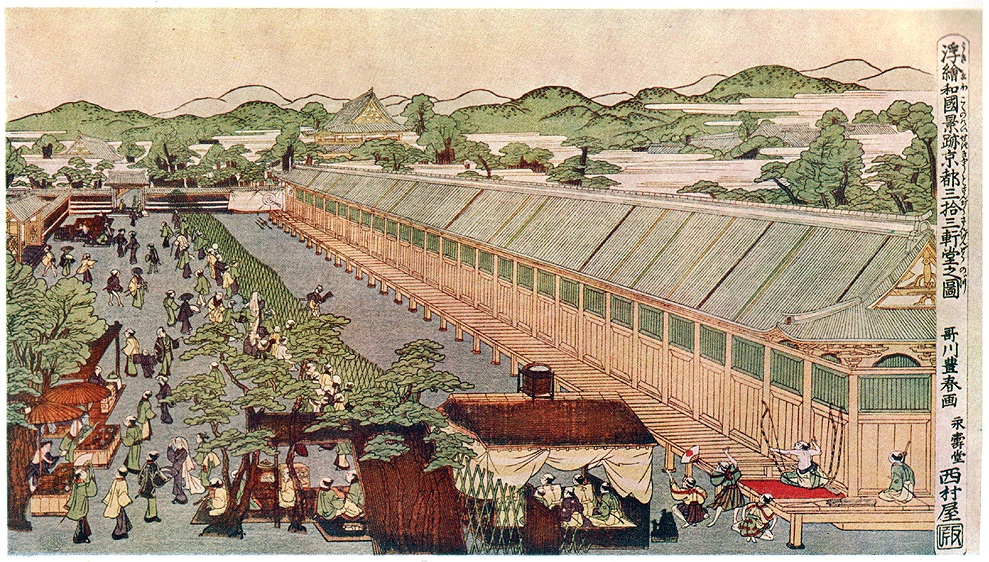
Tósija egy ukijo-e fametszeten, az Edo-korból

Az eredeti templomot Taira no Kijomori (1118-1181) a Taira klán feje építtette, Go-Sirakava (1127-1192) nyugalomba vonult császár parancsára. Ez 1164-ben készült el.  1249-ben elpusztult egy tűzvészben, és csak a főcsarnokát építették újjá, 1266-ban.
A templom kertjében álló kő emlékművet Hónen állíttatta 1205-ben, Go-Sirakava császár halálának 13. évfordulóján.
Az Edo-kor óta tósija (通し矢, hepburn átírással tōshiya, szó szerint elhaladó nyíl) nevű íjászversenyeket rendeznek a templom nyugati verandáján. Ez tradicionálisan egy rituális gyakorlat, mely azt szándékolt mutatni a fiatal résztvevőknek, hogy egy felnőtt élete türelmet és önkontrollt követel meg.
A verseny abból fejlődhetett ki, hogy a 17. század táján a szamurájok gyakran jöttek ide, hogy gyakorolják az íjásztudásukat. Ők tüzes nyilakat lőttek guggoló helyzetből végig a csarnok hosszában anélkül, hogy az épületet eltalálnák.
A tósija mérkőzések célja, hogy megnézzék, mennyi nyilat lehet a templom déli végétől az északi végéig kilőni 24 óra alatt. A mindenkori rekordot 1686-ban állította fel egy akkor 22 éves íjász, Daihacsiro Vasza, aki 13 053 nyilat lőtt ki, amiből 8133 át is ért a túloldalra. (Ez azt jelenti, hogy körülbelül 9 nyilat lőtt ki percenként.) A második helyet egy Hosino nevű szamuráj tartja, 10 542 kilőtt nyílból 8000 sikeressel.
Sokan úgy hiszik, hogy a híres harcos, Mijamoto Muszasi és Josioka Densicsiró – a Joshioka család tagja, és a josioka-ryú (egy japán kardforgatási technika) egyik használója – párbaja is a templom előtt zajlott, 1604-ben.

## Események, ünnepek a templomban, nyitvatartás
Minden hónap elsején reggel 10-től 11-ig; a Kannon Szútra hangos felolvasása. Minden hónap 17-én reggel 10-től 11-ig; a Nagy Bölcsesség értelmezésének az olvasása.
Továbbá Buddhista kultúra leckéket adnak minden hónap elsején, minden vasárnapján és nemzeti ünnepekkor.
Január 1. reggel 9-től 10-ig susóe (修正会, hepburn átírással shushōe). Imádság és felajánlások, hogy az újév békés legyen, utána szerencse amuletteket kapnak az itt imádkozó hívek.

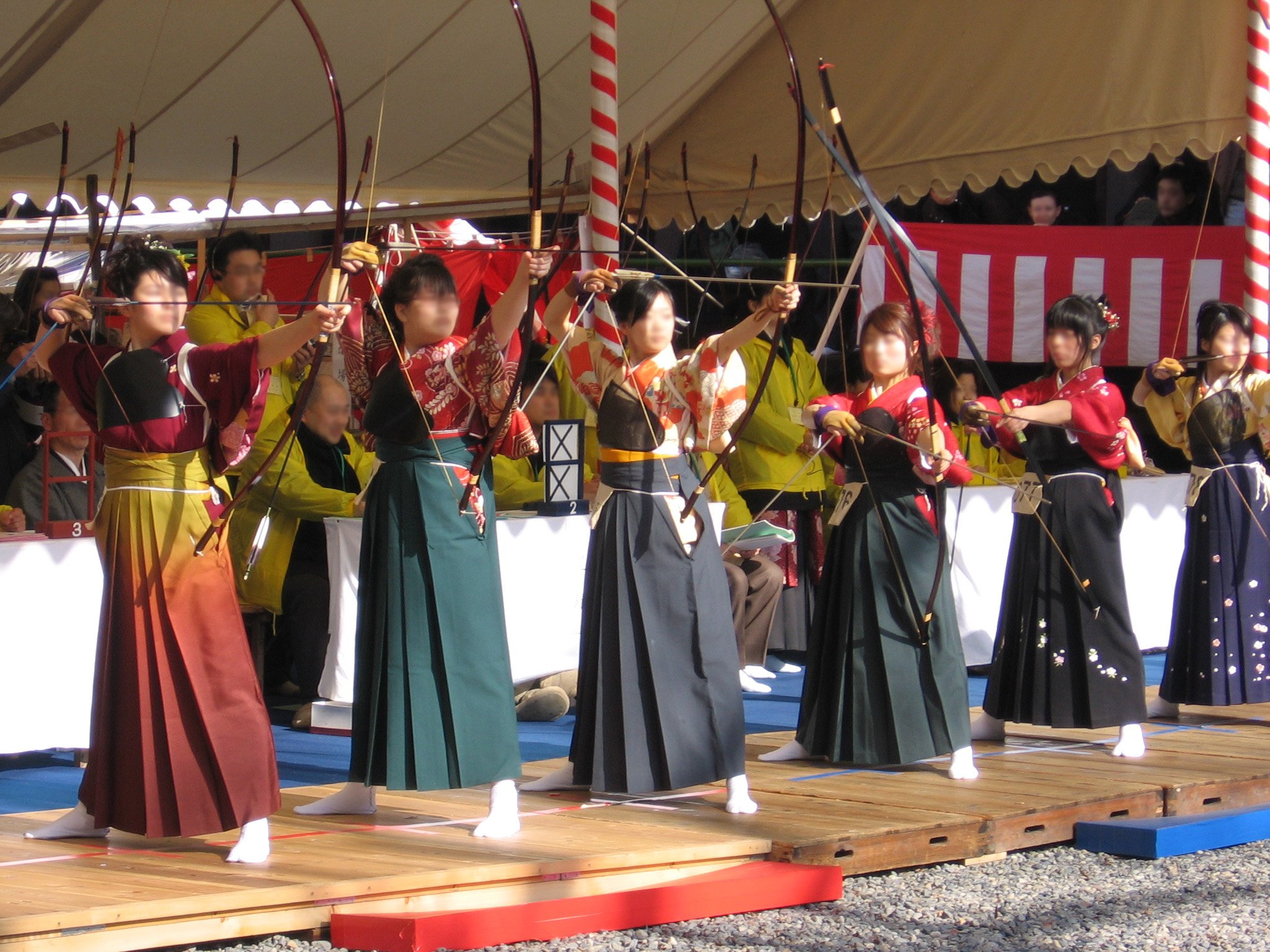
Tósija napjainkban (2005-ös fénykép)

A január 15-höz legközelebbi vasárnap reggel 9-től délután 4:30-ig janagi no okadzsi (楊枝のお加持, hepburn átírással yanagi no okaji) – egy Indiából eredő buddhista hagyomány, amelyet már a Heian-kor óta tartanak Japánban, és a Szandzsúszangen-dó templom egyik legfontosabb eseménye. Egy szent fűzfaággal vizet fröcskölnek a hívek fejére. Azt mondják, sokféle betegséget meggyógyít, különösen a fejfájást.
Szintén aznap tartják az ómato taikai-t (大的大会, Hepburn átírással ōmato taikai), ami az Edo-kori tósijából eredő íjászverseny. Egész Japánból érkeznek a résztvevők, és megközelítőleg kétezren vannak. Díszesen vannak öltözve, és többségük húsz év körüli fiatal. Az esemény egész nap tart, a belépés ingyenes.
február 3. délelőtt 10-11-ig Szecubun e (節分会, Hepburn átírással setsubun e) – a tél utolsó napja, a tavasz érkeztének megünneplése. A szerzetesek fukumame-ket (福豆, Hepburn átírással fukumame, "szerencsebab") dobálnak az összegyűlt hívek közé.
február 11. délután 2-3-ig hacu uma szai (初午祭, Hepburn átírással hatsu'uma sai, "első ló nap (lásd holdhónap) fesztiválja").
A templom előtt vándorló szerzetesnek öltözött templomszolga goma (護摩, Hepburn átírással goma) nevű rituális tüzet gyújt a gomaki-nak (護摩木, Hepburn átírással gomaki) nevezett pálcikákból. Ezek olyan cédrus ágak, amelyekre kívánságokat írtak. Ezen a máglyán a régi (előző évi) amuletteket és talizmánokat elégetik. A látogatók édes szakét is kapnak.
március 3. délelőtt 9-délután 3:30-ig
Sundóe (春桃会, Hepburn átírással shundōe), amit a templom nevével összefüggésben (33 – 3.hó 3.) egy időben tartanak a Momo no szekku-vel (桃の節句, Hepburn átírással momo no sekku, "barackok fesztiválja"), más néven hinamacuri (雛祭り, Hepburn átírással Hina-matsuri). A szerzetesek virágokat rendeznek el, majd felajánlják őket, ezután a Kannon szobrokat imádják. A belépés ingyenes, a nők momo no omamori-t (桃のお守り, Hepburn átírással momo no omamori, "barack amulett") is kapnak ajándékba.
tavaszi napéjegyenlőség hetének idején, a hét közepén, délelőtt 9-délután 3-ig
higan e (彼岸会, hepburn átírással higan'e).
A templomban felállítanak egy emelvényt – egy speciális oltárt –, amelyre elhelyezik az ősöknek tett felajánlásokat, majd a halottaknak szútrákat énekelnek.
április 8.
Hana macuri (花まつり, Hepburn átírással hana matsuri, szó szerint"virág fesztivál", Saka-njorai születésnapja).
A hívek és látogatók hortenzia teát fogyaszthatnak. Tombola is van.
május 3. délelőtt 9
Kaiszanki (開山忌, Hepburn átírással kaisanki, "megemlékezés a templom megalapításáról")
Megemlékezés Go-Sirakava császár haláláról, a szerzetesek mandalákat másolnak, ezt mandara-ku-nek (曼荼羅供, Hepburn átírással mandara-ku) nevezik, eközben buddhista szövegeket recitálnak,  – ezt sómjó-nak (声明, Hepburn átírással shōmyō) nevezik, – gazdag zenei kísérettel.
augusztus 23. délelőtt 10
Dzsizó bon hójó (地蔵盆法要, Hepburn átírással, Jizō bon hōyō) – Egy gyermekközpontú fesztivál, amikor a Dzsizó szobrokat feldíszítik, valamint édesség felajánlásokat tesznek az ősöknek.
őszi napéjegyenlőség hetének idején, a hét közepén, délelőtt 10
higan e (彼岸会, Hepburn átírással higan'e)
A templomban felállítanak egy emelvényt – egy speciális oltárt – amelyre elhelyezik az ősöknek tett felajánlásokat, Majd a halottaknak szútrákat énekelnek.
november 22. délután 2-3-ig
Ohitaki (お火焚き, Hepburn átírással ohitaki) – a rizs aratása után megtartott ünnep, nagy tüzet, vagy tüzeket gyújtanak, amibe gomaki-kat (護摩木, Hepburn átírással gomaki) dobálnak. Ezek olyan cédrus ágak, amelyekre kívánságokat írtak. Úgy tartják a felszálló füsttel a kívánságaik is felszállnak a mennyekbe. Eközben rizsbor és étel felajánlásokat tesznek a kamiknak. Ez nem buddhista, hanem sintó ünnep.
december 8. délelőtt 10
Dzsódóe (成道会, Hepburn átírással jōdōe, "bódhi nap")  – Saka-njorai megvilágosodása évfordulójának ünnepe. A szerzetesek általában meditálnak, a hívek közül vannak, akik különféle színű égőket aggatnak a házaikhoz közeli fikusz fákra, szimbolizálva a megvilágosodáshoz vezető különböző utakat. A emberek gyakran esznek rizst és isznak tejet ezen a napon, mivel Saka-njorai ezeket fogyasztotta először, miután megvilágosodott.
Minden évben április és október hónapok első 10 napján és ünnepnapokon taiken sakjó (体験写経, Hepburn átírással taiken shakyō, "szútramásolás kipróbálása"). Ki lehet próbálni a szútramásolást. Egy Saka-njorai egyik tanítását tartalmazó szútrából egy rövid, 40 írásjegyből álló részlet ki van emelve, ezt lehet másolni, üres papír és eszközök ki vannak készítve. A szútramásolást kipróbálni ingyenes, de előzetes egyeztetés szükséges a templommal.
Előfordulhat, hogy az időpontok változnak.
Nyitvatartás: Április 1-jétől november 15-ig reggel nyolctól délután ötig, az év többi részében reggel kilenctől délután négyig. A belépődíj 600 jen. Az épületen belül tilos a fotózás.

## Galéria

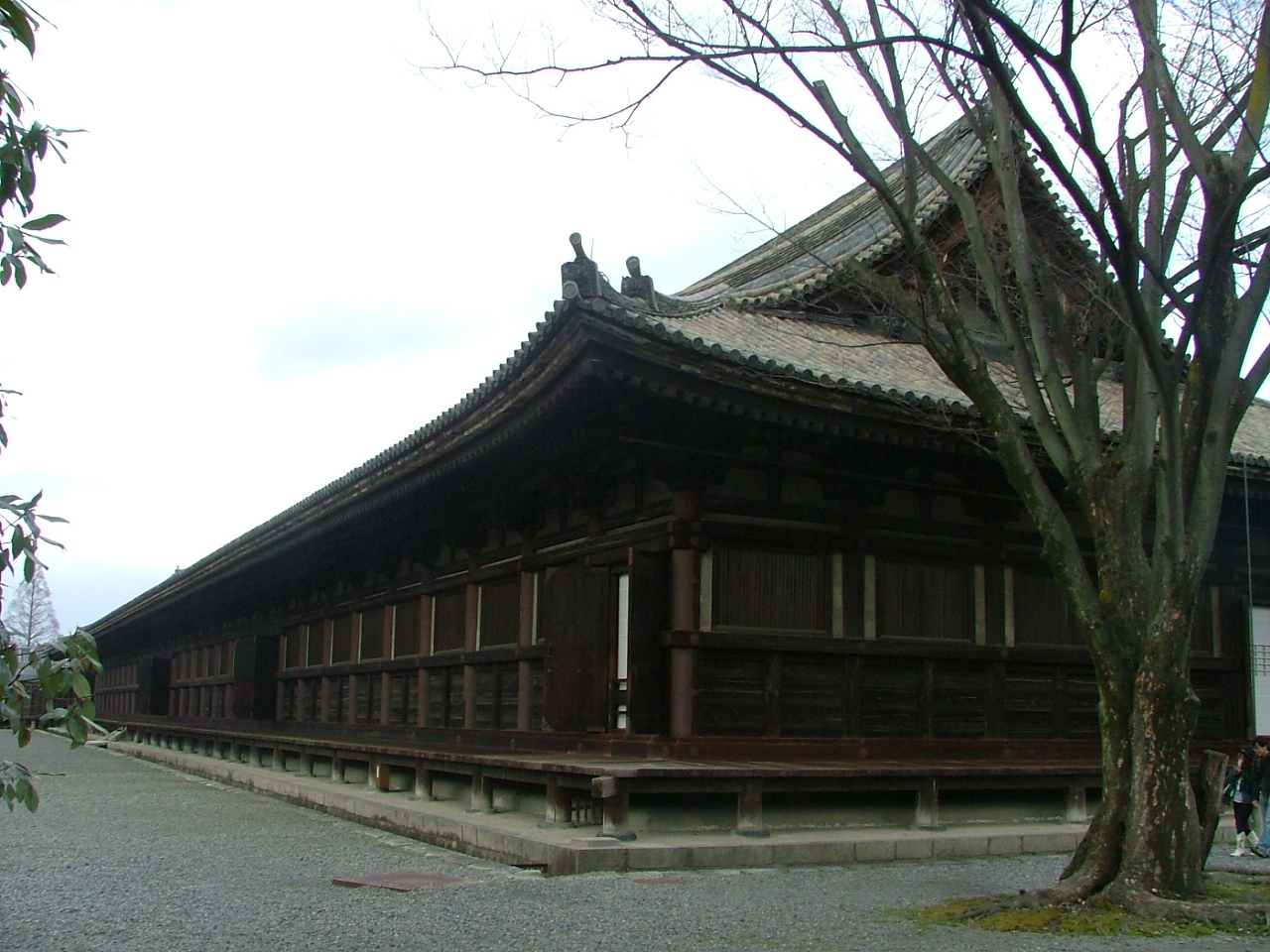
A főcsarnok déli oldala
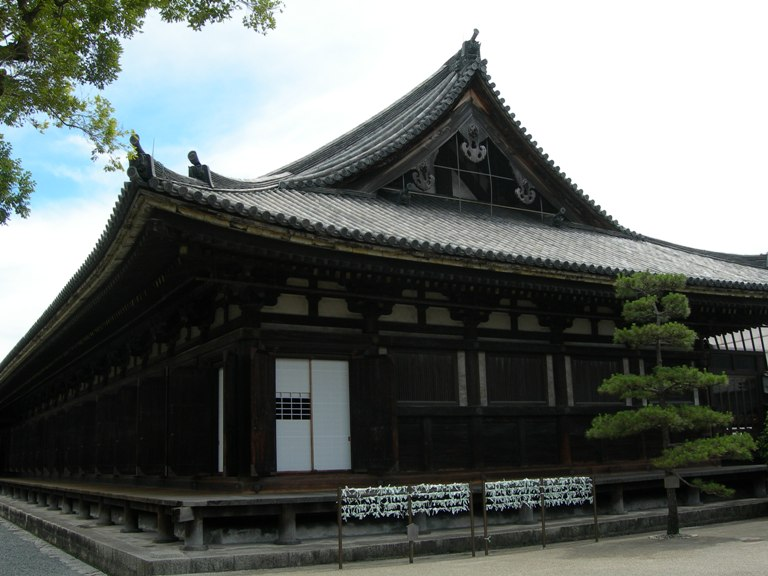
A főcsarnok északi oldala
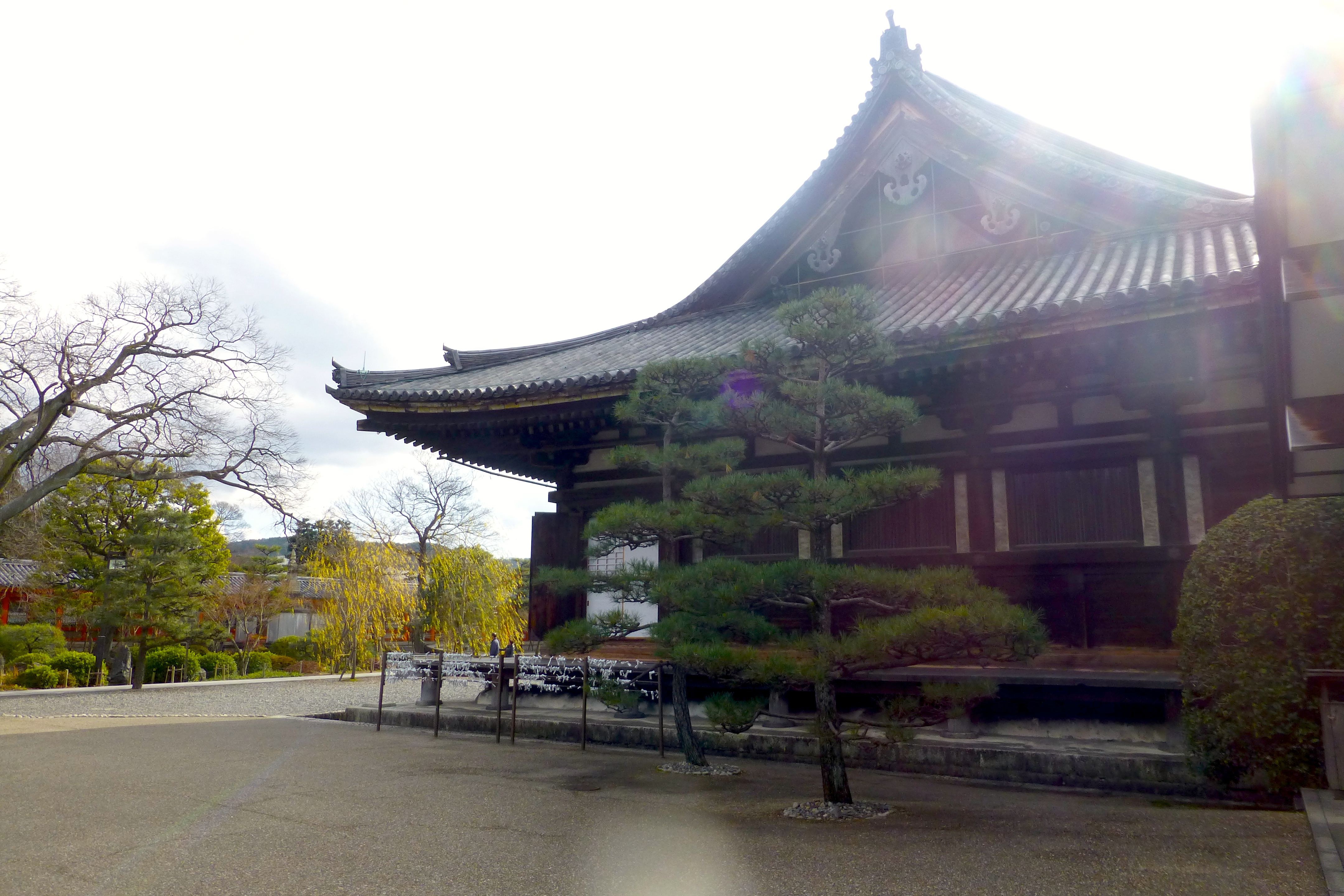
A főcsarnok északi oldala
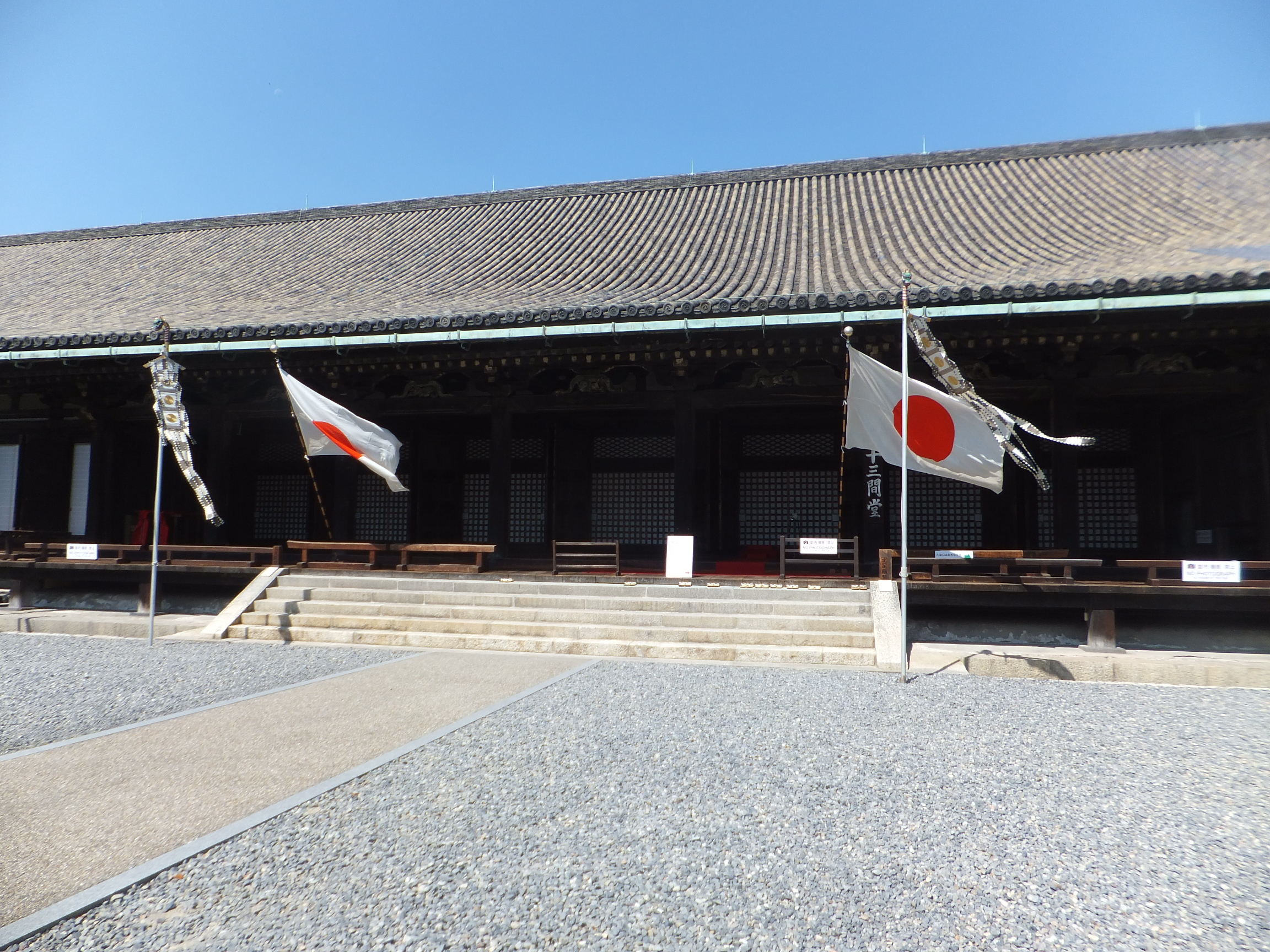
A főcsarnok keleti oldala a bejárattal
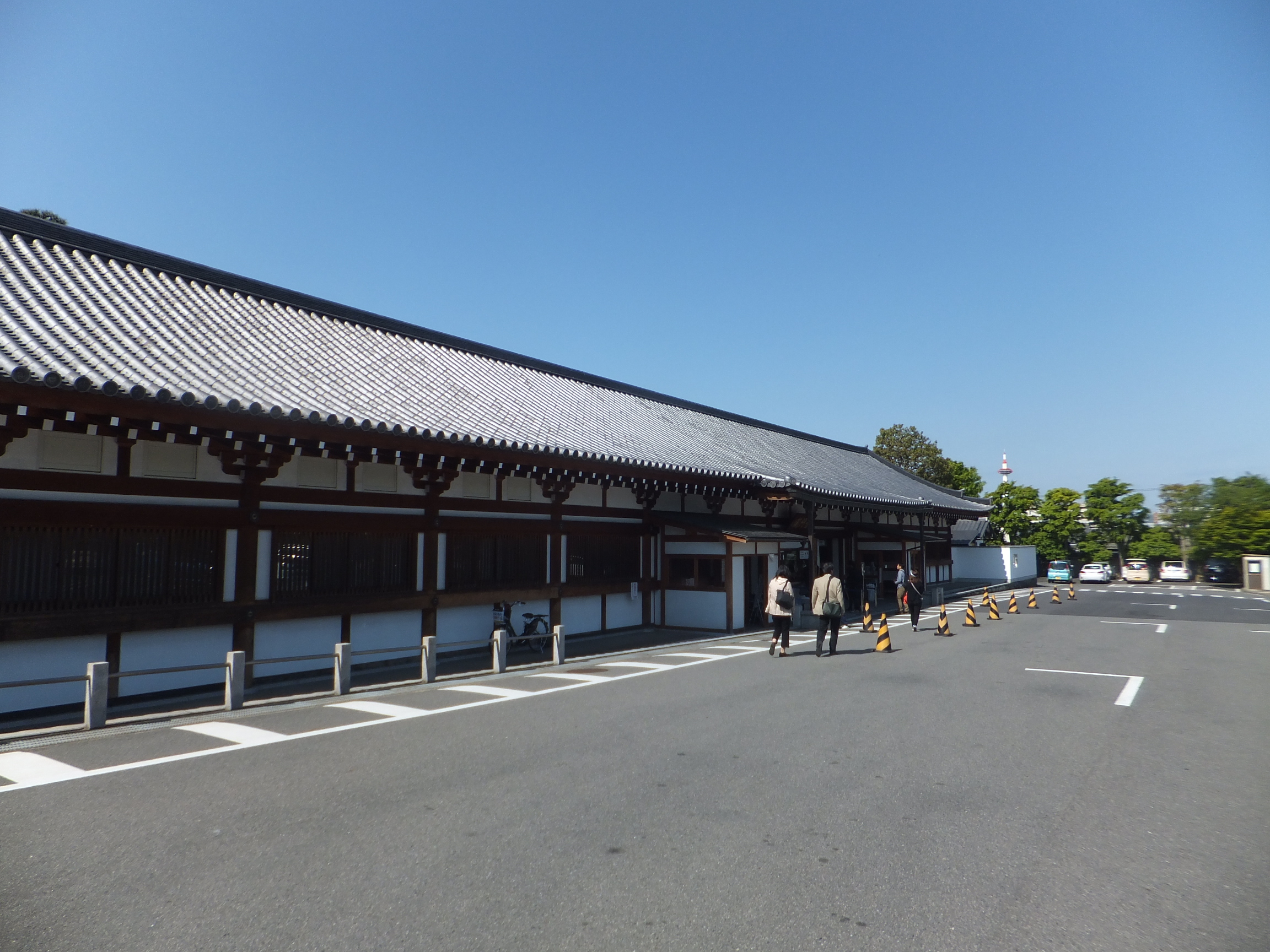
Az északi melléképület északi oldala
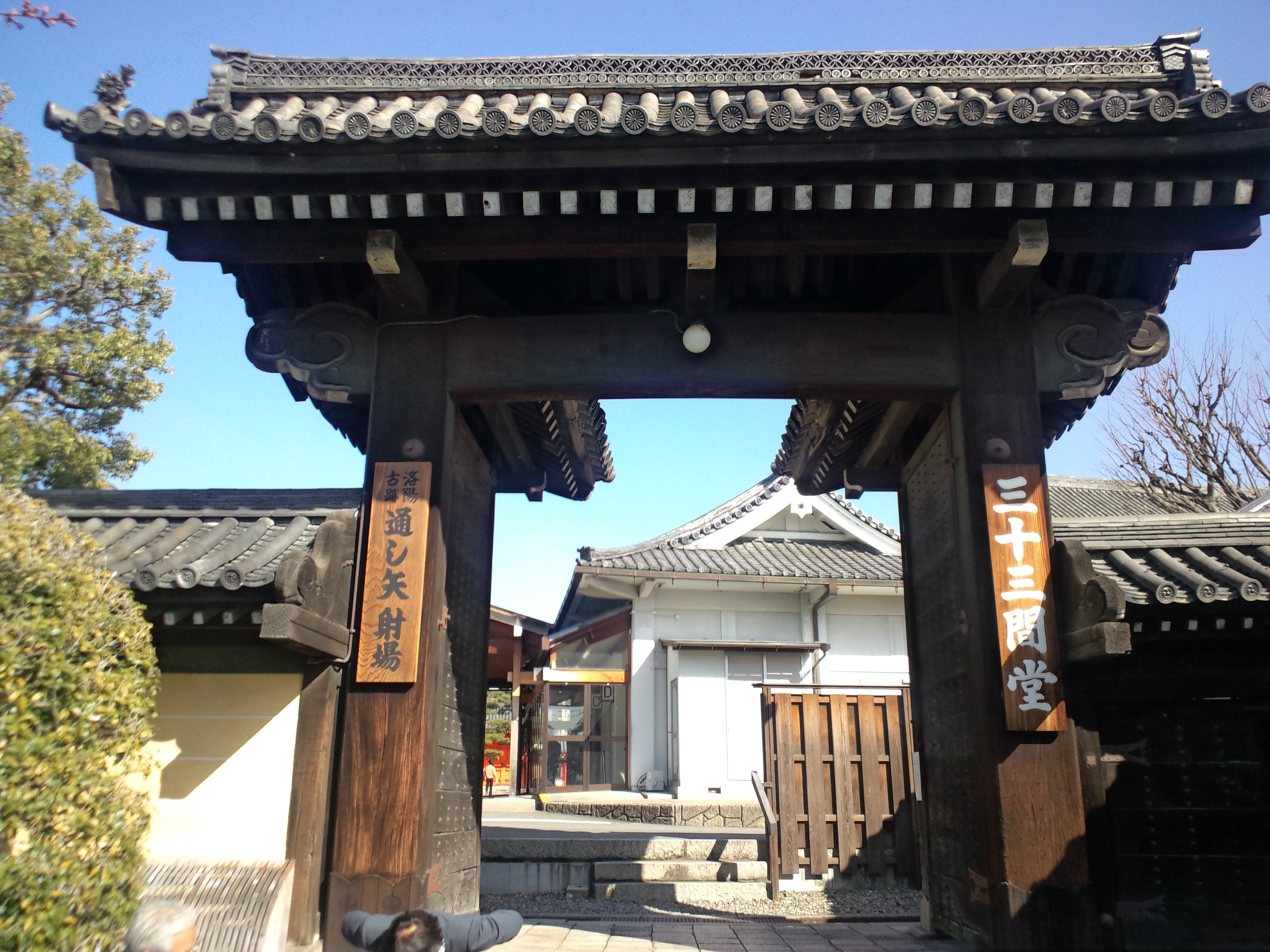
A Szandzsúszangen-dó nyugati kapuja
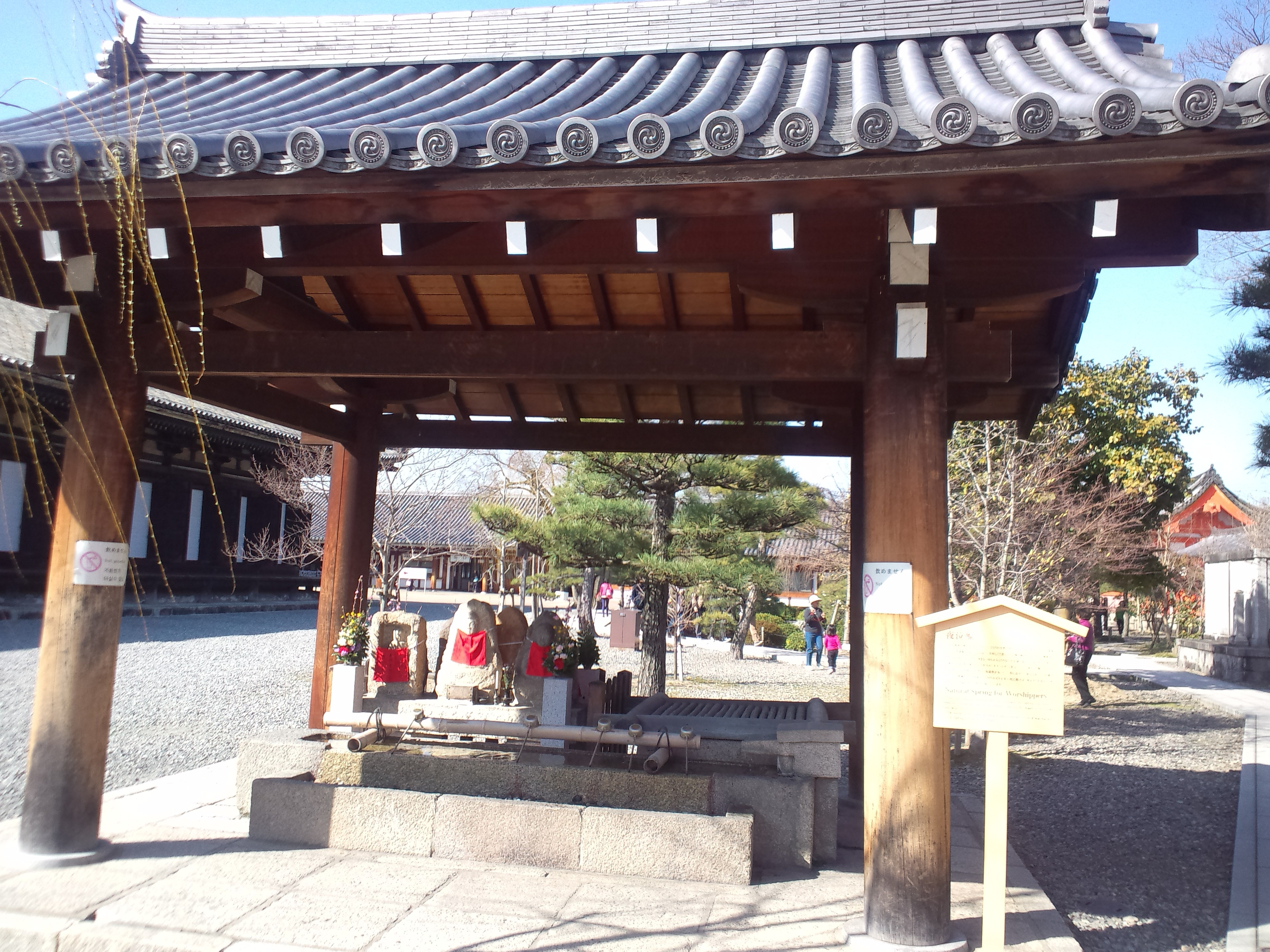
Temizuja (víz a kezek és a száj rituális megtisztítására)
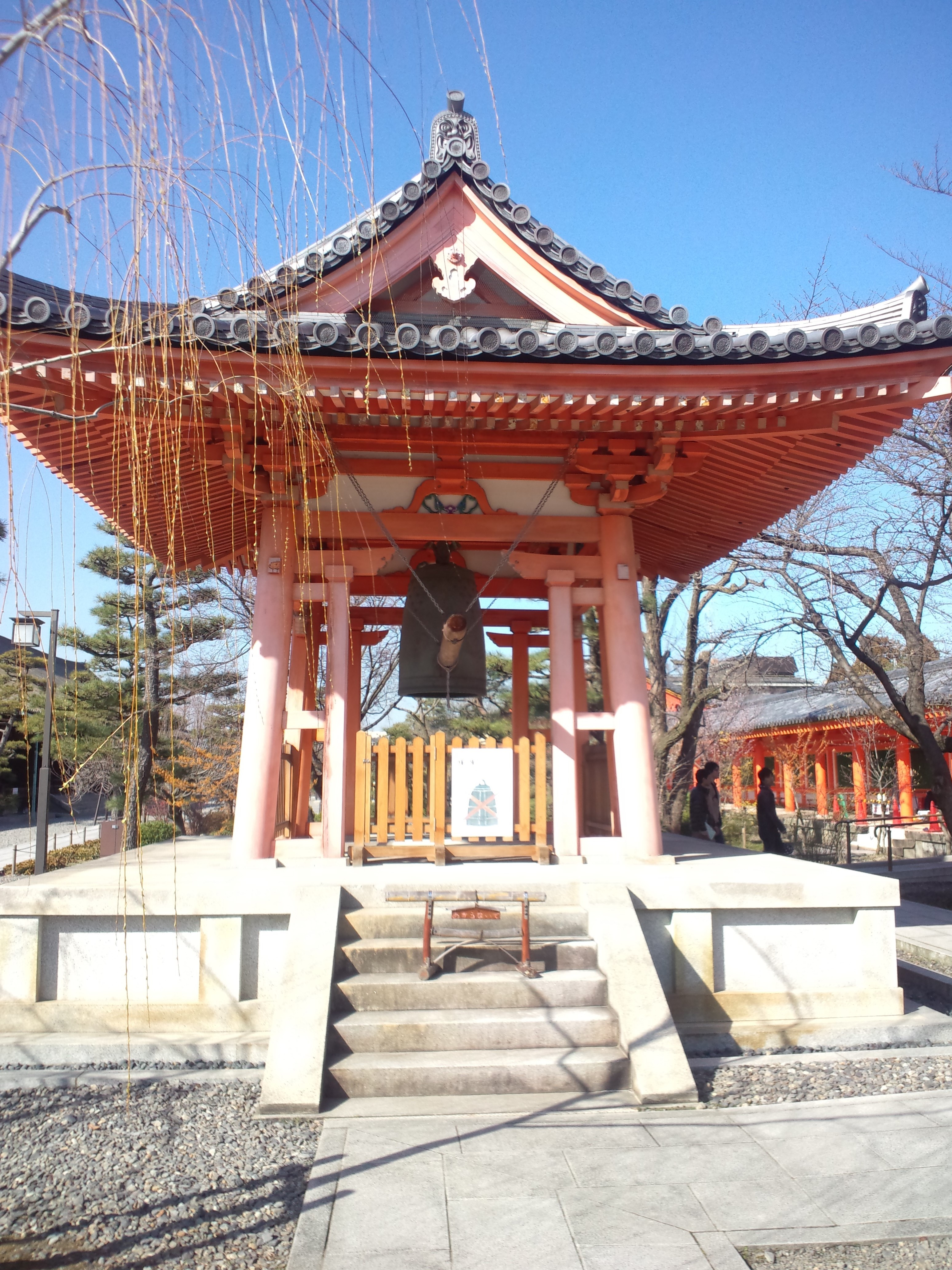
A Szandzsúszangen-dó sórója (harangháza)
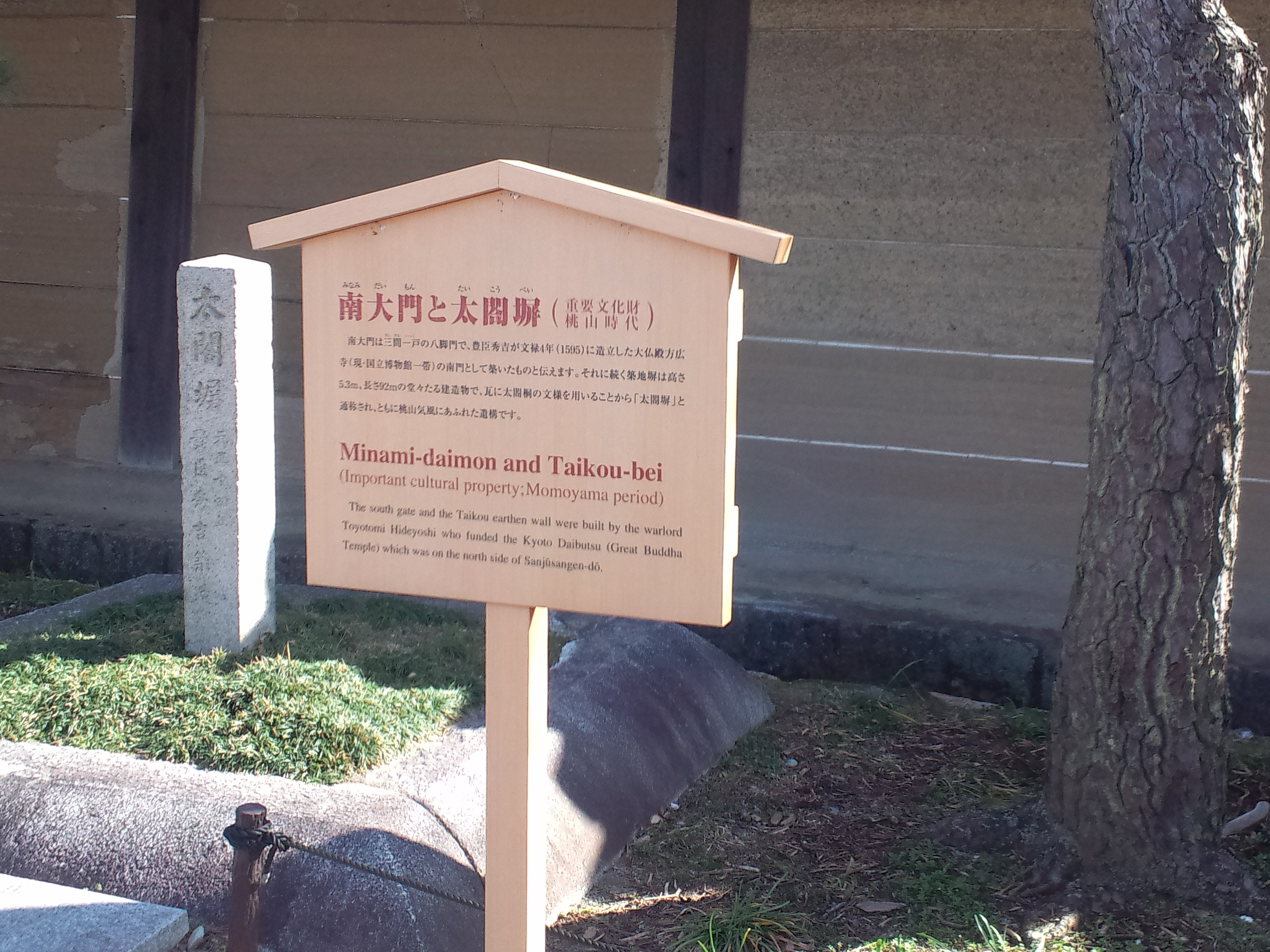
A Taikó-bei; egy döngölt föld fal ami a templomhoz tartozik, és fontos japán kulturális tulajdonnak nyilvánították
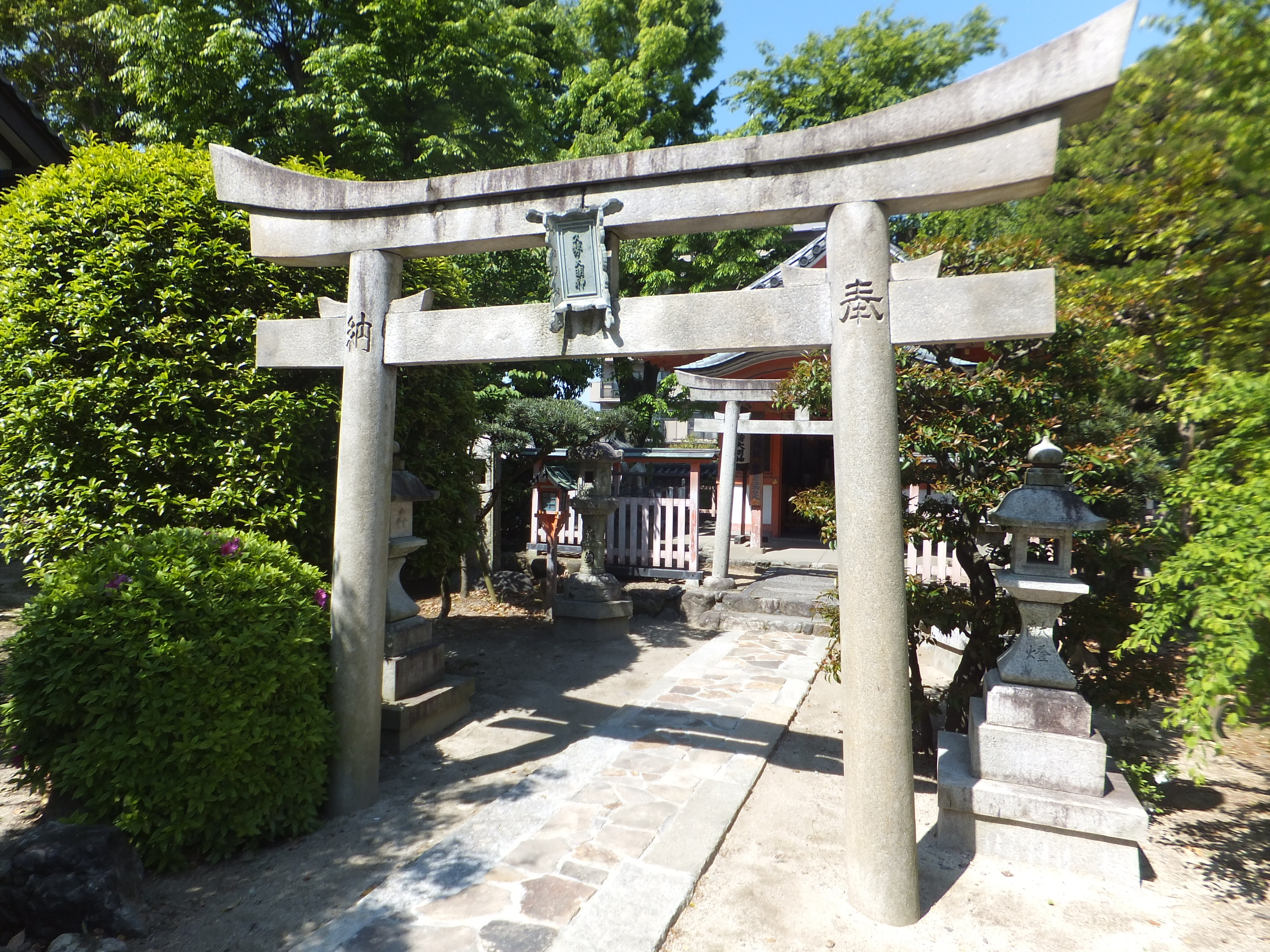
A templom csindzsusha-ja (a templomot oltalmazó kami szentélye), és az előtte álló torii
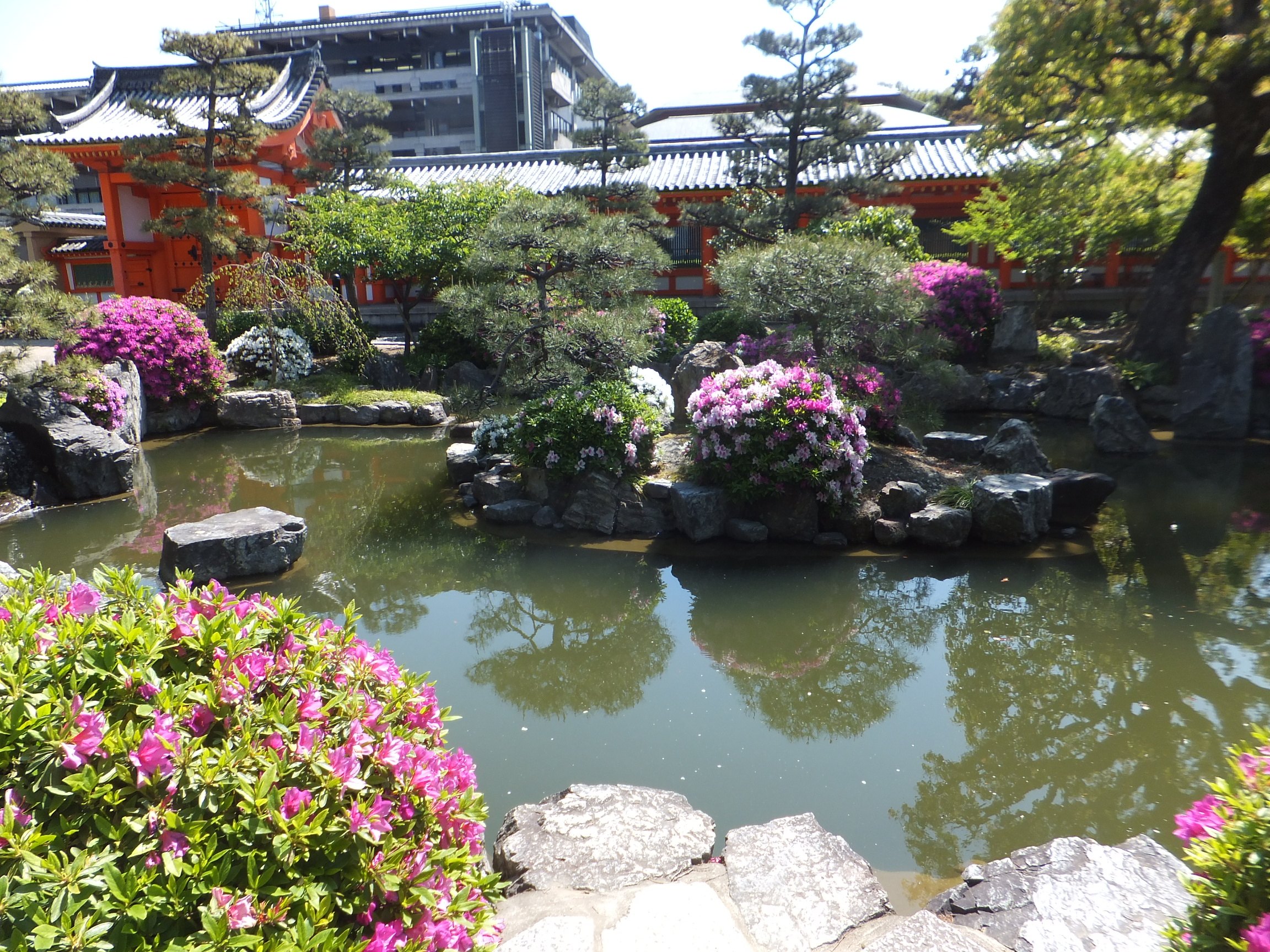
A templom kertje
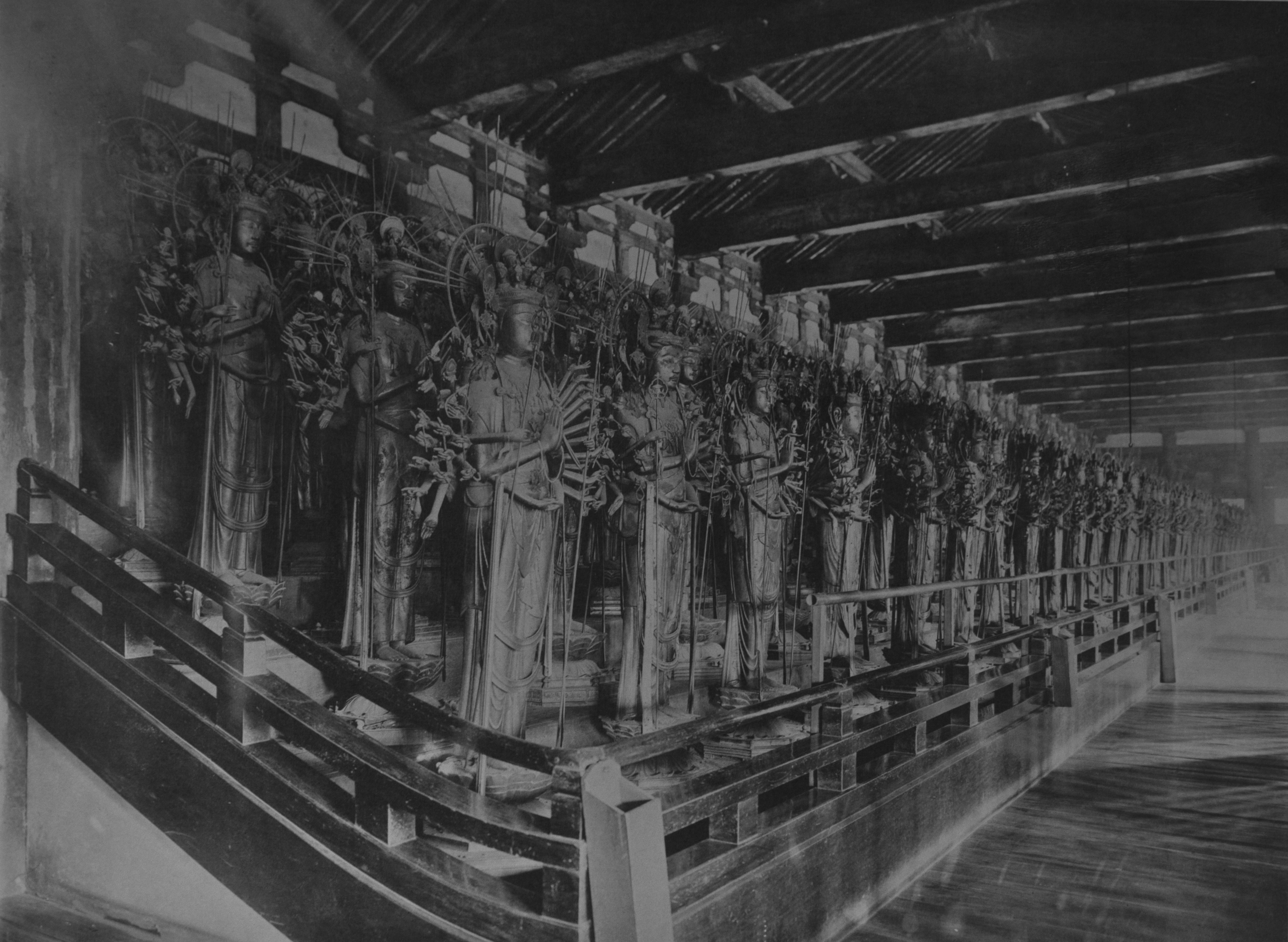
A templom belseje
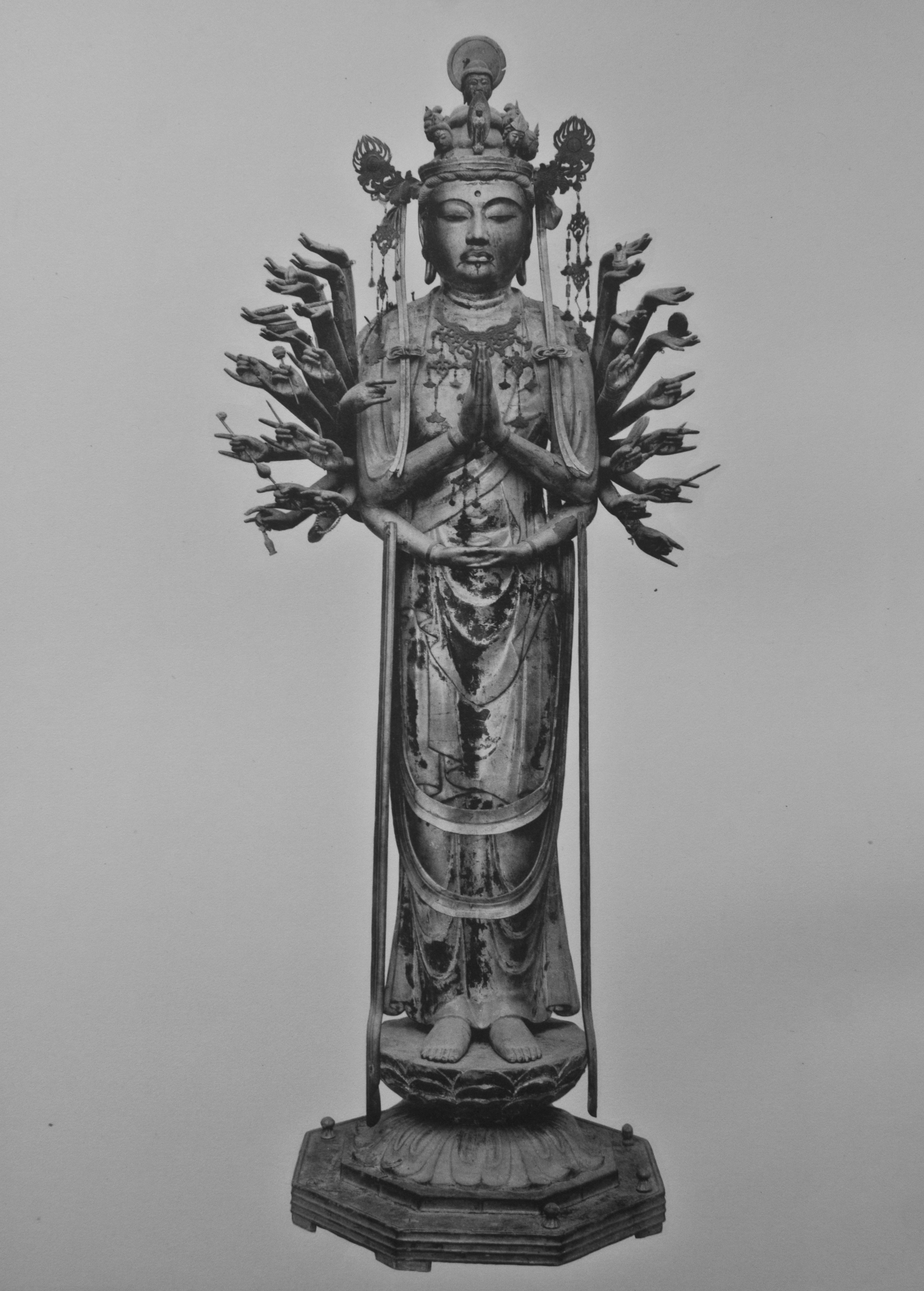
Egy a Szendzsu Kannon szobrok közül
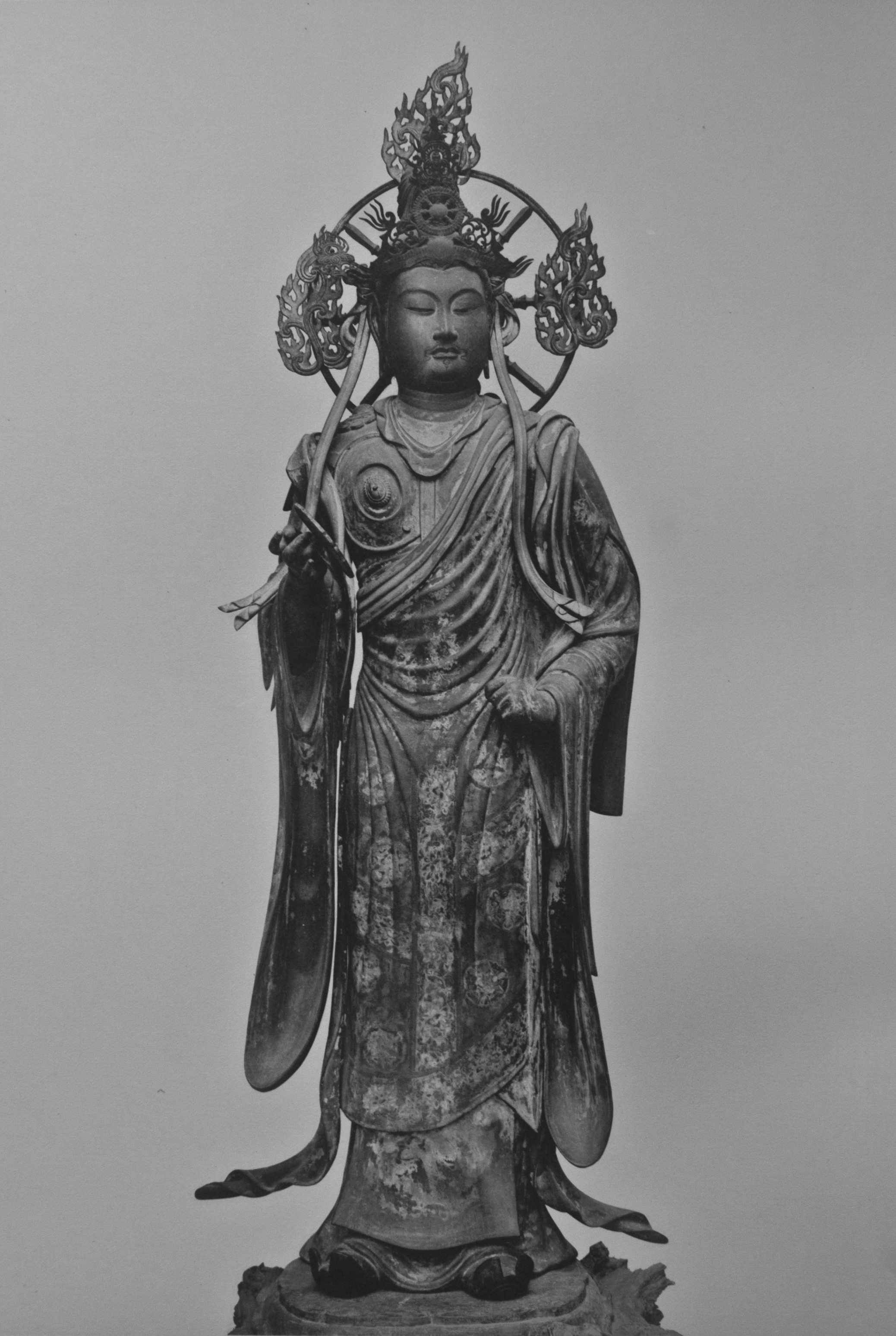
A 28 őristenség szobor egyike; Taisakuten
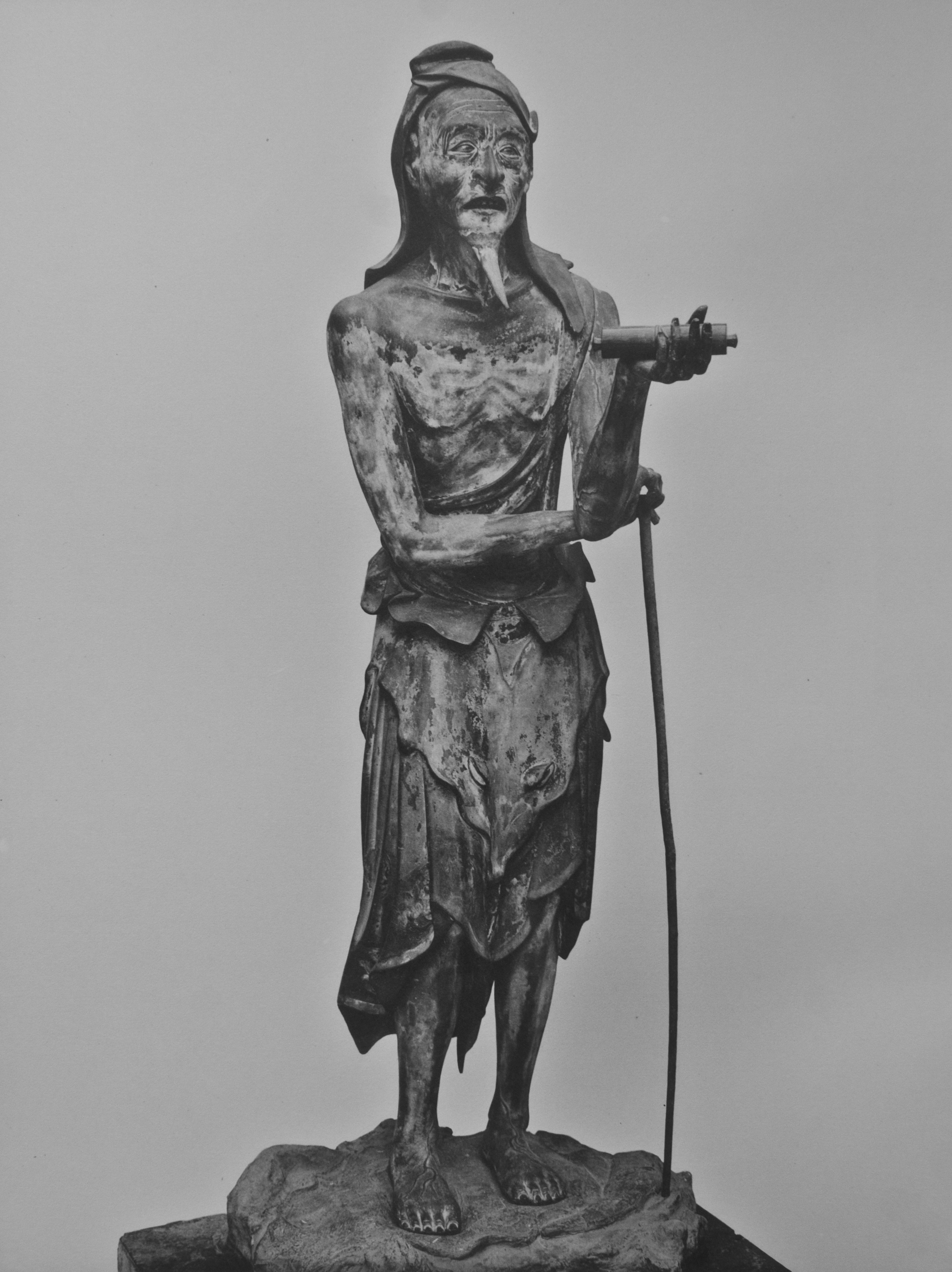
A 28 őristenség szobor egyike; Baszuszennin

## Fordítás
- Ez a szócikk részben vagy egészben  a   Sanjūsangen-dō című angol Wikipédia-szócikk fordításán alapul.  Az eredeti cikk szerkesztőit annak laptörténete sorolja fel. Ez a jelzés csupán a megfogalmazás eredetét és a szerzői jogokat jelzi, nem szolgál a cikkben szereplő információk forrásmegjelöléseként.